# Manchester United Football Club 1967-1968
Questa voce raccoglie le informazioni riguardanti il Manchester United Football Club nelle competizioni ufficiali della stagione 1967-1968.

## Stagione
La stagione dei Red Devils si aprì con la disputa del Charity Shield contro il Tottenham vincitore della FA Cup; rimontando per due volte l'iniziale svantaggio, il Manchester United ottenne il titolo in condivisione con gli Spurs. Gli uomini di Matt Busby ritrovarono il Tottenham anche all'esordio in FA Cup a gennaio, venendo eliminati dopo una sconfitta di misura nella ripetizione dell'incontro.
In Coppa dei Campioni i Red Devils arrivarono sino alle semifinali eliminando dapprima gli Hibernians e il Sarajevo, rischiando poi di essere rimontati nella gara di ritorno dei quarti di finale contro il Górnik Zabrze. Opposto ai campioni d'Europa in carica del Real Madrid, il Manchester United vinse di misura la gara di andata all'Old Trafford; nel retour match la squadra si ritrovò sotto di due reti fino a diciassette minuti dalla fine, quando due reti segnate da Sadler e Foulkes in cinque minuti diede ai Red Devils il pass per la finale di Wembley contro il Benfica. Passati in vantaggio all'inizio del secondo tempo con Bobby Charlton, i Red Devils si fecero raggiungere a dieci minuti dal termine mantenendo poi il risultato invariato fino al fischio finale, grazie ad alcuni interventi di Alex Stepney su Eusébio. Durante il primo dei tempi supplementari, i Red Devils segnarono tre reti, assicurandosi il massimo titolo continentale e divenendo la prima squadra nella storia del calcio inglese a ottenere tale trofeo.
In campionato il Manchester United perse la gara della prima giornata contro l'Everton, ma si dimostrò in grado di difendere il titolo guidando la classifica per gran parte della durata del torneo; alcuni risultati negativi ottenuti nel finale, fra cui due sconfitte nelle ultime tre gare (fra cui un 6-3 subìto contro il West Bromwich alla terzultima giornata), permisero però ai concittadini del Manchester City di piazzare il sorpasso nel turno conclusivo.

## Maglie
Vennero utilizzate le stesse divise introdotte nel 1963.
| Casa | Trasferta | Terza divisa |  |

## Organigramma societario
Area direttiva
- Presidente: Louis Edwards

Area tecnica
- Allenatore: Matt Busby
- Allenatore in seconda: Jack Crompton, Jimmy Murphy

## Rosa
| N. |                        | Ruolo | Calciatore       |
| -- | ---------------------- | ----- | ---------------- |
|    | Inghilterra (bandiera) | P     | Alex Stepney     |
|    | Inghilterra (bandiera) | P     | Jimmy Rimmer     |
|    | Inghilterra (bandiera) | D     | Bill Foulkes     |
|    | Irlanda (bandiera)     | D     | Shay Brennan     |
|    | Irlanda (bandiera)     | D     | Tony Dunne       |
|    | Inghilterra (bandiera) | D     | John Fitzpatrick |
|    | Scozia (bandiera)      | D     | Francis Burns    |
|    | Scozia (bandiera)      | D     | Frank Kopel      |
|    | Inghilterra (bandiera) | C     | Nobby Stiles     |
|    | Inghilterra (bandiera) | C     | David Sadler     |

| N. |                             | Ruolo | Calciatore     |
| -- | --------------------------- | ----- | -------------- |
|    | Scozia (bandiera)           | C     | Pat Crerand    |
|    | Scozia (bandiera)           | C     | Jimmy Ryan     |
|    | Inghilterra (bandiera)      | C     | Brian Kidd     |
|    | Inghilterra (bandiera)      | A     | Bobby Charlton |
|    | Irlanda del Nord (bandiera) | A     | George Best    |
|    | Scozia (bandiera)           | A     | David Herd     |
|    | Scozia (bandiera)           | A     | Denis Law      |
|    | Inghilterra (bandiera)      | A     | John Aston Jr. |
|    | Inghilterra (bandiera)      | A     | Alan Gowling   |

## Risultati

### Charity Shield
| Arbitro: | Jennings |

|                           |           |                                   |
| Charlton 18’, 20’ Law 72’ | Marcatori | 2’ Robertson 8’ Jennings 49’ Saul |

### Coppa dei Campioni
| Arbitro: | Pereira da Costa |

|                              |           |  |
| Sadler 12’, 58’ Law 43’, 61’ | Marcatori |  |

| Gżira 27 settembre 1967 Sedicesimi di finale - Ritorno | Hibernians | 0 – 0 referto | Manchester Utd | Empire Stadium (23 217 spett.)\| Arbitro: \| De Marchi \| |
| Arbitro:                                               | De Marchi  |               |                |                                                           |

| Sarajevo 15 novembre 1967 Ottavi di finale - Andata | Sarajevo   | 0 – 0 referto | Manchester Utd | Stadio Koševo (37 222 spett.)\| Arbitro: \| Francescon \| |
| Arbitro:                                            | Francescon |               |                |                                                           |

| Arbitro: | Machin |

|                    |           |             |
| Aston 11’ Best 65’ | Marcatori | 88’ Delalić |

| Arbitro: | Ortiz de Mendíbil |

|                               |           |  |
| Floreński 60’ (aut.) Kidd 89’ | Marcatori |  |

| Arbitro: | Lo Bello |

|              |           |  |
| Lubański 72’ | Marcatori |  |

| Arbitro: | Bəhramov |

|          |           |  |
| Best 36’ | Marcatori |  |

| Arbitro: | Sbardella |

|                                 |           |                                        |
| Pirri 31’ Gento 41’ Amancio 45’ | Marcatori | 44’ (aut.) Zoco 73’ Sadler 80’ Foulkes |

| Arbitro: | Lo Bello |

|                                    |           |           |
| Charlton 53’ 99’ Best 92’ Kidd 94’ | Marcatori | 79’ Graça |